# 黄云 (1962年)
黄云（1962年—），汉族，重庆市人，中华人民共和国政治人物、第十二届全国人民代表大会重庆地区代表。
毕业于重庆大学机械制造专业。加入中国致公党。2013年，担任全国人大代表。